# Pachomius villeta
Pachomius villeta là một loài nhện trong họ Salticidae.
Loài này thuộc chi Pachomius. Pachomius villeta được María Elena Galiano miêu tả năm 1994.